# But (hockey sur glace)
 (mai 2023).
Si vous disposez d'ouvrages ou d'articles de référence ou si vous connaissez des sites web de qualité traitant du thème abordé ici, merci de compléter l'article en donnant les références utiles à sa vérifiabilité et en les liant à la section « Notes et références ».
Cet article concerne le but de hockey sur glace. Pour les autres buts des sports collectifs, voir but.
Un but, au hockey sur glace, donne un point à l'équipe qui le marque. Le but est marqué lorsque la rondelle (ou palet) franchit complètement la ligne de but entre les poteaux.
La finalité d'un match de hockey est de marquer plus de buts que l'équipe adverse. Le gardien de but et les défenseurs ont pour principal rôle d'empêcher l'équipe adverse de marquer alors que les attaquants essaient prioritairement de marquer un but à cette même équipe. Les attaquants ont aussi un rôle défensif à jouer, et les défenseurs, un rôle offensif.

## Validité d'un but

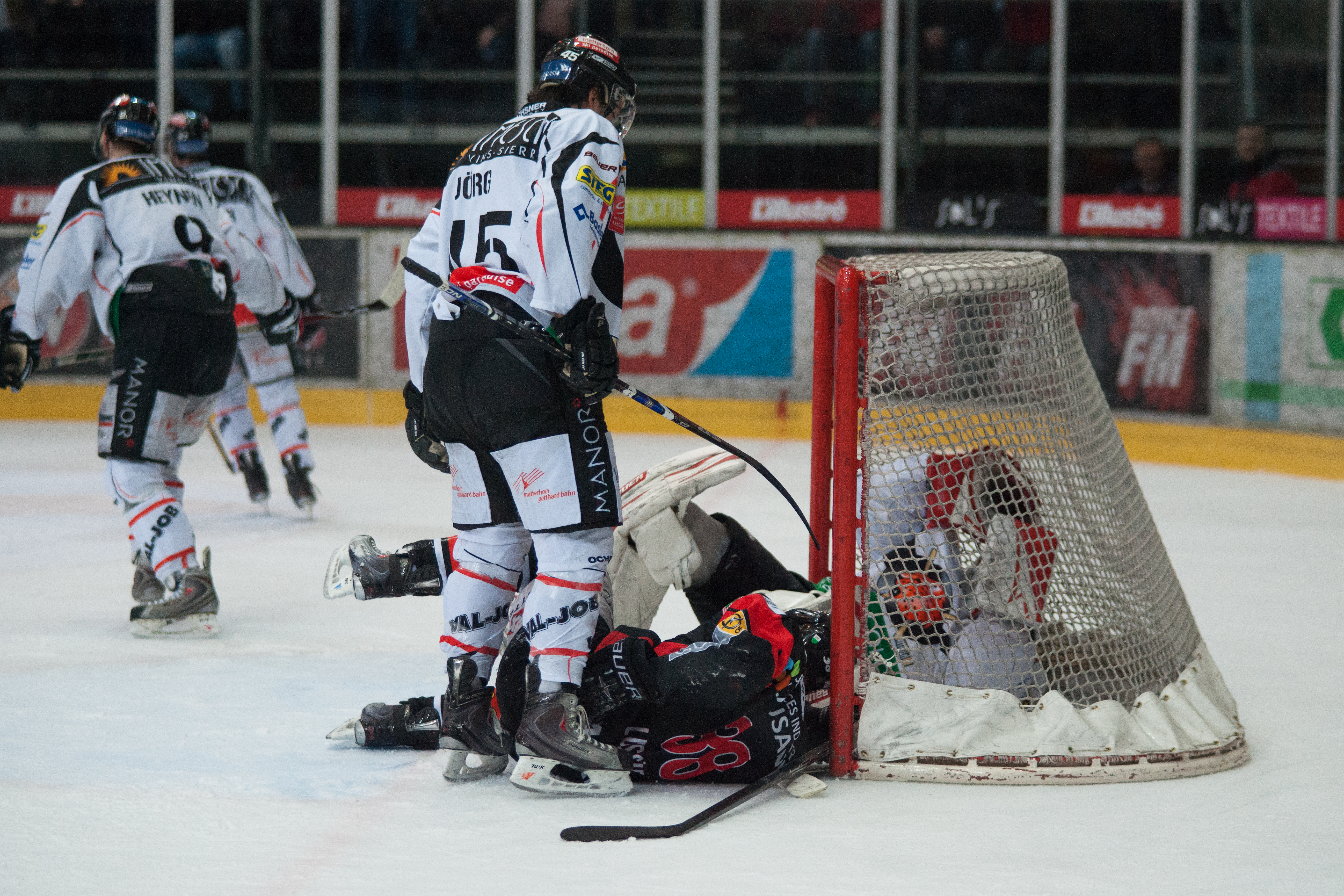
Cage déplacée

Pour qu'un but soit marqué, le palet doit franchir entièrement — et d'une seule pièce — la ligne située entre les poteaux et sous la barre transversale.
Un but ne compte pas si le tir est fait avec la crosse (ou bâton) levée au-dessus de la barre transversale, ou si le but est marqué sur une action volontaire du pied ou de la main.
Un but dévié accidentellement par un joueur est validé, en revanche s'il est dévié par un arbitre, il est refusé.
Jusqu'à la modification du règlement de 2018, aucun but ne peut être accordé si la cage n'est plus dans son socle (ou en place). Depuis lors, le but peut être accordé si un défenseur ou le gardien de but déplace intentionnellement la cage et que le but aurait été marqué sans ce déplacement.
Si le gardien est empêché de défendre son filet par un attaquant adverse, le but est refusé, et une pénalité d'obstruction est appelée. Il peut aussi être refusé s'il est marqué par une équipe qui a trop de joueurs sur la glace ou s'il est marqué avec un bâton cassé.
Si un joueur touche la rondelle avant qu'elle entre dans son propre filet, ce qui dans d'autres sports comme le football est appelé « but contre son camp », le but est accordé au dernier joueur ayant touché la rondelle de l'équipe qui a marqué, ou à défaut au joueur le plus proche du but.
Dans de nombreuses ligues ainsi que dans le règlement international (IIHF), un but n'est pas validé si un joueur a un patin ou son bâton dans le territoire de but avant que le palet n'y entre. La Ligue nationale de hockey supprime cette règle après le but en triple prolongation au cours de la finale de la Coupe Stanley de 1999. Brett Hull, des Stars de Dallas, marque le but qui met fin à la série face aux Sabres de Buffalo. À la vidéo, il est clair que le patin du joueur est entré dans l'enclave avant la rondelle. La LNH justifie le but en disant que Hull a marqué sur son propre rebond, gardant la possession et le contrôle du palet en tout temps, lui donnant ainsi le droit de pénétrer dans l'enclave.

## Juge de but
Le juge de but est un officiel qui est placé derrière chaque filet et dont la tâche spécifique est d'indiquer quand la rondelle a franchi la ligne de but. Dans les patinoires qui en sont équipées, le juge allume une lumière rouge lorsqu'il voit la rondelle franchir la ligne. Dans tous les cas, l'arbitre principal reste le décideur final et peut annuler la décision du juge de but.

## Statistiques

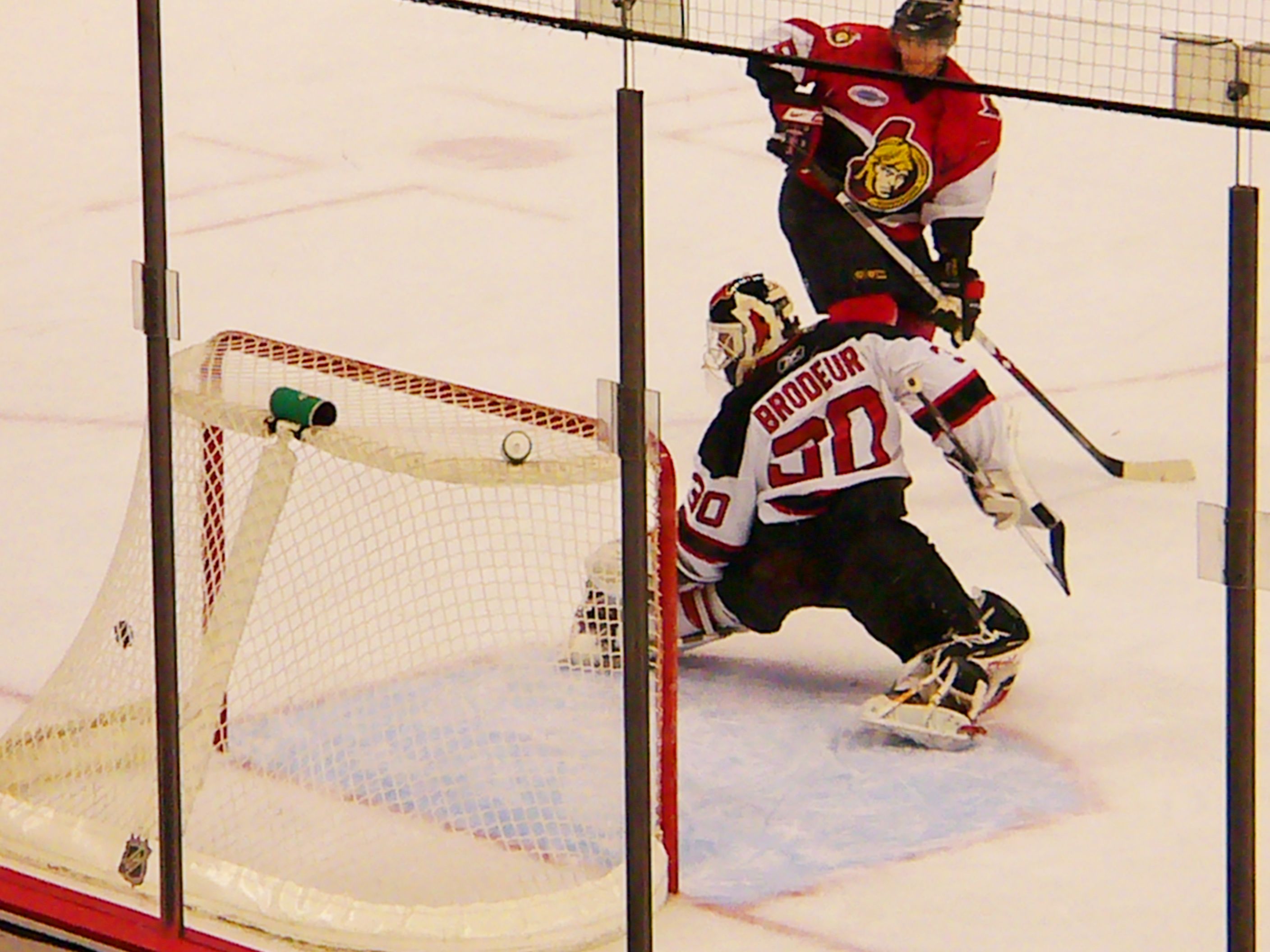
but marqué

Le nombre de buts marqués est l'une des statistiques les plus regardées.
Chaque année, le trophée Maurice-Richard est donné au joueur de la LNH ayant marqué le plus de buts. Ce trophée est nommé ainsi en l'honneur de Maurice Richard, le premier joueur de l'histoire à avoir inscrit 50 buts en une saison au temps où la saison régulière de la LNH ne comptait que 50 matchs (comparativement à 82 aujourd'hui).
Le joueur ayant marqué le plus de buts en une saison de LNH est Wayne Gretzky. Gretzky est aussi le joueur ayant marqué 50 buts le plus rapidement, ce qu'il fit au cours de la saison 1981-1982 qu'il termina avec 92 buts, il marqua son 50e but au cours du 39e match de la saison des Oilers d'Edmonton.
Le nombre total de buts marqué dans la saison est aussi attentivement suivi. Au cours des dernières saisons, ce nombre a baissé. Beaucoup y ont vu une baisse d'intérêt et ont mis en cause l’accroissement de la taille de l'équipement des gardiens et l'apparition de systèmes de jeu défensifs tels que la « neutral zone trap ». Les fans du hockey défensifs, quant à eux, trouvaient que le nombre de buts marqués lors des années 1980 était anormal et que ce n'était qu'un retour à la normale.
Lors de la saison 2004-05 de la Ligue américaine de hockey, quatre règles majeures furent changées afin d'augmenter le nombre de buts dans les matchs et de rendre ce sport plus attirant aux yeux des amateurs occasionnels:
- Augmentation des zones offensives en réduisant la zone neutre de 2 pieds (30,96 cm) de chaque côté et en reculant la ligne de but de 2 pieds vers l'arrière.
- Restrictions de jeu avec la rondelle pour les gardiens.
- Permission pour les joueurs hors jeu d'annuler la pénalité en revenant dans la zone neutre.
- Permission de faire franchir à la rondelle une ligne bleue et la ligne centrale en une fois

Ces règles furent ensuite adoptées dans l'ECHL et la LNH lors de la saison 2005-2006.
Les buts sont considérés différemment pour les statistiques mais comptent de la même manière au cours des matchs:
- But à égalité numérique : lorsque les deux équipes ont le même nombre de joueurs sur la glace.
- But en supériorité numérique : lorsqu'une équipe joue avec plus de joueurs à cause d'une ou plusieurs pénalités que l'équipe adverse a subie(s).
- But en désavantage numérique : lorsqu'une équipe ayant moins de joueurs sur la glace à cause d'une ou plusieurs pénalités réussit à inscrire un but.

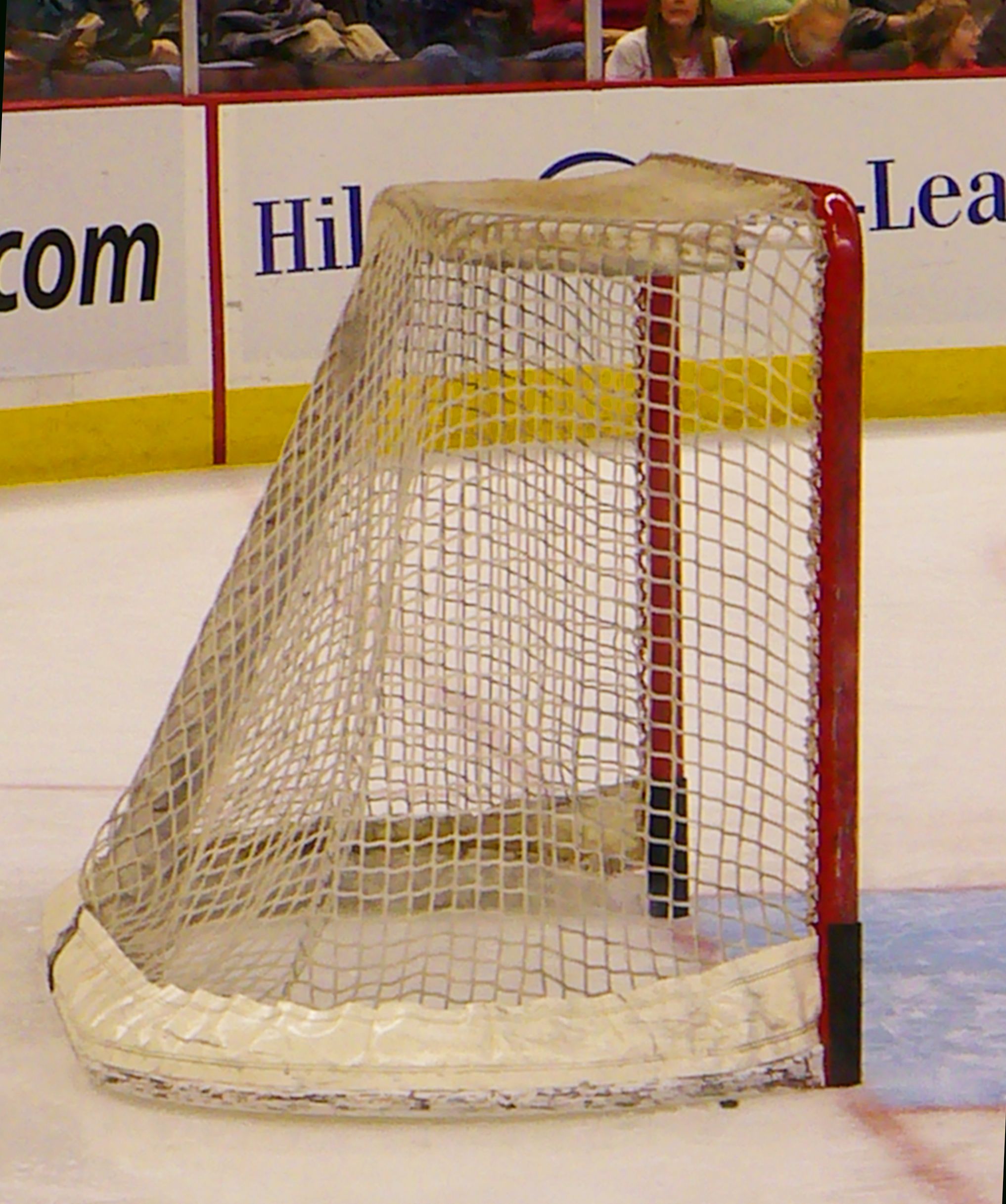
Un but vide de hockey

- But dans un filet désert : lorsqu'une équipe qui a fait entrer un attaquant supplémentaire à la place de son gardien prend un but.
- But de pénalité : lorsqu'un but est inscrit lors d'un tir de pénalité. C'est une confrontation en un contre un entre le gardien et le joueur en raison d'une pénalité.
- But automatique : cas particulier du tir de pénalité. Si un joueur est victime d'une faute en situation d'échappée face aux buts rendus vides par la sortie du gardien, l'arbitre accorde directement le but à l'équipe attaquante.
- But en prolongation : lorsque le but est inscrit en temps supplémentaire et met fin au match.
- Go-ahead goal : but qui donne l'avantage à une équipe alors que le score était à égalité.
- But égalisateur : but qui permet à une équipe d'égaliser le score.
- But gagnant : but qui donne la victoire à une équipe.

Autres termes employés:
- « garbage goal » ou « but rebut »: but marqué plus par chance ou opportunisme que par talent
- But en échappée : but marqué par un joueur qui s'est glissé derrière les défenseurs pour affronter le gardien seul.

Un « quinella » survient lorsqu'un joueur, au cours de la même partie marque un but en égalité numérique, un en supériorité numérique, un en infériorité numérique, un but de pénalité et un but dans un filet désert.
Mario Lemieux est le seul joueur de l'histoire de la LNH à avoir réussi cet exploit contre les Devils du New Jersey. On y fait souvent référence comme « 5 buts, 5 différentes façons ».
Une rondelle lancée qui atteint le gardien est compté comme un tir. Chaque tir stoppé par le gardien est compté comme un arrêt.

## Autres termes liés
Les deux coéquipiers (un seul en Extraliga) qui ont touché la rondelle avant le buteur sont crédités d'une aide.
Quand un joueur marque 3 buts dans le même match on parle de tour du chapeau ou coup du chapeau. S'ils sont marqués consécutivement, il s'agit d'un tour du chapeau naturel.
Le hockey sur glace est un des rares sports dans lequel une sirène retentit lors d'un but. C'est particulièrement vrai en LNH où la sirène retentit après chaque but de l'équipe hôte. Les sirènes sont différentes suivant les équipes, certaines ont même des effets sonores telles une alarme de police ou une corne de brume de bateau, ou même les deux combinés, comme les Capitals de Washington.